# Yvonne de Gaulle
Yvonne de Gaulle (rozená Yvonne Charlotte Anne Marie Vendroux, 22. května 1900 Calais – 8. listopadu 1979Paříž) byla manželka generála Charlese de Gaulla a v letech 1959–1969 první dáma Francie.

## Potomci
Z manželství se narodily tři děti:
- Philippe de Gaulle (28. prosince 1921 – 13. března 2024), admirál, poté senátor
- Élisabeth de Gaulle (15. května 1924 – 2. dubna 2013)
- Anne de Gaulle (1. ledna 1928 – 6. února 1948)

Nejmladší dcera Anna se narodila s Downovým syndromem. Yvonne de Gaulle a její manžel založili charitativní nadaci Fondation Anne-de-Gaulle, která podporuje mentálně postižené děti.